# Clifford Husbands
Clifford Straughn Husbands (Saint Andrew, 5 agosto 1926 – Saint James, 11 ottobre 2017) è stato un politico barbadiano.
Dal giugno 1996 all'ottobre 2011 è stato Governatore generale delle Barbados.